# Los perros románticos
Los perros románticos es el tercer libro de poesía del escritor chileno Roberto Bolaño (1953-2003). 
La obra fue premiada con el Premio Literario Kutxa Ciudad de Irún en 1994 en la modalidad de Poesía en castellano y editado posteriormente por Kutxa Fundazioa, organizadora de dichos premios. El mismo año fue también premiada con el Premio Literario Ciudad de Irún. En 2000 fue reeditado por la editorial Lumen de Barcelona, y en 2006 por Acantilado, de la misma ciudad.
Dedicado a su esposa Carolina López y a su hijo Lautaro, el libro fue publicado el mismo año que su novela La pista de hielo, siendo anterior a La literatura nazi en América (1996), el primer libro del autor que comenzó a llamar la atención de la crítica especializada.
A partir de la edición en Lumen de 2000, el libro posee una presentación del poeta y crítico literario español Pere Gimferrer.
Varios de los poemas presentes en este libro fueron publicados en 2007 en La Universidad Desconocida, libro póstumo del autor que incluye también poemas y textos de otros de sus libros, tales como Tres o Amberes.

## Historia editorial
Años después a la primera edición del libro, para su reedición el escritor quitó, agregó y corrigió varios poemas, además de cambiar algunos de lugar. Para la reedición de Acantilado, publicada de manera póstuma, se consideró la versión que el autor tenía guardada en el disco duro de su computadora, muy semejante a la publicada por Lumen, salvo por la supresión de algún adjetivo o la división de algunos versos muy largos.
El libro contuvo inicialmente poemas de Bolaño escritos entre 1977 y 1990, es decir, desde su llegada desde México a Barcelona, hasta sus años en Blanes. Sin embargo, a partir de la reedición de Lumen de 2000, los poemas seleccionados contemplaron el período entre 1980 y 1998, esto es, desde que Bolaño dejó Barcelona y se fue a vivir a Gerona, ciudad donde vivió antes de radicarse finalmente en Blanes.
En su obra póstuma La Universidad Desconocida (2007), figuran poemas publicados por el autor tanto en la primera edición de Los perros románticos, como en sus ediciones posteriores.

## Estructura y contenido
Muchos poemas del libro se basan en personajes reales, presentes en otras de sus obras. Al igual que en muchos otros de sus libros, está fuertemente inspirado, en su mayoría, en personas, lugares y experiencias de su vida en México durante su juventud. No obstante, también el libro posee algunos poemas ligados con Europa, e incluso uno con Chile.
Las reediciones del libro de Lumen y Acantilado contienen 43 poemas, de los cuales sólo dos no están titulados. En tales casos, se identifican a continuación por su primer verso, seguidos de puntos suspensivos.
1. «Los perros románticos»
2. «Autorretrato a los veinte años»
3. «Resurrección»
4. «En la sala de lecturas del infierno»
5. «Soni»
6. «Ernesto Cardenal y yo»
7. «Sangriento día de lluvia»
8. «El gusano»
9. «Lupe»
10. «Los artilleros»
11. «La francesa»
12. «El mono exterior»
13. «Sucio, mal vestido»
14. «Soñé con detectives helados en el gran...»
15. «Los detectives»
16. «Los detectives perdidos»
17. «Los detectives helados»
18. «Fragmentos»
19. «El fantasma de Edna Lieberman»
20. «La visita al convaleciente»
21. «Godzila en México»
22. «Versos de Juan Ramón»
23. «Dino Campana revisa su biografía en el psiquiátrico de Castel Pulci»
24. «Palingenesia»
25. «Las enfermeras»
26. «Los crepúsculos de Barcelona»
27. «La griega»
28. «El señor Wiltshire»
29. «Lluvia»
30. «La suerte»
31. «Rayos X»
32. «El último canto de amor de Pedro J. Lastarria, alias "El Chorito"»
33. «Mi vida en los tubos de supervivencia»
34. «Junto al acantilado»
35. «Bólido»
36. «El último salvaje»
37. «Ni crudo ni cocido»
38. «Atole»
39. «El burro»
40. «Los pasos de Parra»
41. «Intentaré olvidar...»
42. «Musa»
43. «Entre las moscas»

La edición original de 1993 contenía poemas que Bolaño decidió quitar en la reedición, como el poema «Los años», que habla de un valeroso «poeta latinoamericano», que pese a las dificultades de la vida tiene «un sueño maravilloso».

## Recepción y crítica
Las primeras ediciones de 1994, tanto de este libro como de Fragmentos de la Universidad Desconocida, tuvieron una escasa circulación por España. En la presentación del crítico Pere Gimferrer desde 2000, éste destaca la característica narrativa poética de la obra.

## Análisis de la obra
De acuerdo con el poeta y crítico literario Pere Gimferrer, el libro puede considerarse como de poesía narrativa, a pesar del uso de versos, y además como un fiel representante de la antipoesía del poeta chileno Nicanor Parra, a quien por lo demás Bolaño admiraba.
Para el poeta, profesor y crítico literario Matías Ayala, los mejores pasajes se encuentran en aquellos poemas donde predominan lo descriptivo o lo narrativo, como en «El gusano», «Lupe», «La Francesca» o «Burro». No obstante, hay poemas —«Soni», «Ernesto Cardenal y yo» o el mismo «El gusano», entre otros— que son interrumpidos por una «yuxtaposición» o «un montaje de imágenes y escenas», que para Ayala convierten al texto en una «narración excéntrica». También sostiene que algunos poemas —«Los años», «Sucio, mal vestido», «Las enfermeras» o «Musa», entre otros— recuerdan «una lírica "poesía conversacional" en primera persona». Ayala conjetura que la prosa de Bolaño es muy superior a su lírica porque en la primera el autor abandonó «el uso lírico de la poesía en primera persona», para asumir en cambio «un hablante estrictamente ficcional». Este cambio de hablante lo logra no obstante en Los perros románticos en su serie de poemas sobre detectives, donde se combinan elementos de la novela negra, delirio y terror, y que Ayala considera la mejor poesía del autor.
En cuanto a algunos poemas en particular, Ayala cree sensata la eliminación en las ediciones posteriores del poema «Los años», cuya retórica idealista considera poco lograda. En «El burro», donde Mario Santiago lo lleva a viajar por el norte de México en una motocicleta, el autor desarrolla su nostalgia y deseo por México. Este texto beatnik, afirma Ayala, se vuelve no obstante incomprensible, después de que Mario Santiago y la motocicleta se transfiguren respectivamente en una cabeza y un burro. De la enumeración de sueños del poema «Los detectives helados», destaca el último verso que utiliza un «nosotros», «como si lo colectivo se refugiara en el inconsciente»; además, afirma, en este poema «el coloquial sujeto autobiográfico ha podido ser superado definitivamente por las figuras del lector, el narrador (y el detective) que se reúnen en el inconsciente», del mismo modo que en el poema «Un paseo por la literatura» de Tres, libro que considera Ayala en su conjunto como el mejor logrado del autor.